# Козельці дніпровські
Козельці дніпровські (Tragopogon borysthenicus) — вид квіткових рослин з підродини цикорієвих (Cichorioideae).

## Біоморфологічна характеристика
Це дворічна рослина 30–160 см заввишки, більш-менш запушена. Стебла гіллясті, з прутоподібними відхиленими гілками. Прикореневі листки вужчі від стеблових, вузьколінійні. Стеблові листки знизу білувато-бузкові, біля основи розширені, переходять у поступово звужену пластинку. Верхні листки сильно укорочені, 5–10 мм завдовжки, біля основи серцеподібно-яйцюваті, раптово загострені. Листочки обгортки 15–23 мм завдовжки, коротші за квітки. Сім'янки 10–16 мм завдовжки, борозенчасті, по ребрах гостро-шорсткі, без носика; чубчик білий або зеленувато-білий, рівний сім'янці, рідше коротше за неї.

## Поширення
Румунія, Україна.
В Україні вид росте на річкових, рідше на приморських пісках — за нижньою течією Пд. Бугу та Дніпра, ізольовано в гирлі Дунаю (Одеська обл., Кілійський р-н, м. Вилкове)